# Данък върху добавената стойност
Данъкът върху добавената стойност (ДДС) е косвен данък. С него се облагат продажбите, като в крайната фаза се плаща от потребителите на стоката или услугата.

## История и значение
ДДС е създаден през 1954 г. от френския икономист Морис Лоре (Maurice Lauré), изпълнителен директор на френската данъчна администрация (Direction générale des impôts). Най-напред е обложил с ДДС (на френски: taxe sur la valeur ajoutée – TVA) големите френски компании през април 1954, а на по-късен етап – всички компании. Във Франция ДДС е най-важният източник на приходи за държавата, като към 2003 г., от ДДС във френската хазна постъпват 112 млрд. евро, което представлява около 45% от нейните общи приходи.
В Англия данъкът се нарича value-added tax – VAT („данък добавена стойност“) или също goods and services tax – GST („данък върху стоките и услугите“). В Австралия, Канада, Нова Зеландия и Сингапур този данък също се нарича goods and services tax – GST, в Германия и Австрия – „Mehrwertsteuer“ (различаван от Данък върху оборота „Umsatzsteuer“), а в Япония се нарича „данък върху потреблението“ (consumption tax). В Русия името му е Налог на добавленную стоимость – НДС („данък върху добавената стойност“).
ДДС е косвен данък, тоест той се дължи на държавата от трето лице, за чиято сметка в действителност е данъкът. Продавачът го внася в бюджета, но в действителност той се плаща от купувача, тъй като е включен в цената на стоките. ДДС до голяма степен определя равнището на цените на стоките.
През последните десетилетия се разширява практиката на възстановяване на ДДС за чужди граждани при/след излизането им от страната продавач. Крайният потребител, закупил стока в страната, където живее, няма право на възстановяване на ДДС. Това обаче не се отнася за физическите лица (при определени условия) и юридически лица, регистрирани по закона за ДДС. Те имат право на приспадане или възстановяване на данъка върху покупките на стоки или услуги.

## В България
В България въвеждането на ДДС е предвидено още с Указ 56 за стопанската дейност от 1989 г. На практика данъкът е въведен на 01.04.1994 г. с първоначална ставка от 18%. От 1 юли 1996 г. ставката се увеличава на 22%, но от 1 януари 1999 г. се намалява на 20%.
Тъй като ДДС се разглежда като данък върху потреблението, то износът на стока от страната или предоставяне на услуга в чужбина (за страните от ЕС – извън общността) по правило е освободен от ДДС или данъкът се възстановява. При внос на стоки в Европейския съюз се начислява ДДС, за да могат стоките, произведени в общността да са равнопоставени с еквивалентните вносни стоки.
Още от въвеждането на данъка през 1994 г. данъчният период е месечен, а декларациите по ЗДДС се подават до 14-то число на следващия месец.
Данъкът върху добавената стойност е най-големият и най-важният източник на приходи за държавата и заема 33% от всички приходи от данъци и осигуровки, следван от осигурителните вноски с 31% от приходите, акцизите – 17%, данъка върху доходите на физическите лица – 11% и корпоративния данък – 6%

### Данъчен кредит
Данъчният кредит е елемент от системата на данъка върху добавената стойност, осигуряващ неутралността на данъка на стадия до крайното потребление на стоките и услугите.
Нормативното определение на понятието „данъчен кредит“ се съдържа в чл. 68, ал. 1 от Закона за данък върху добавената стойност (ЗДДС).